# Bayram Sönmez
Bayram Sönmez, né le 2 juillet 1990 à Kardjali, en Bulgarie, est un rameur turc.

Il remporte la médaille de bronze lors des Championnats du monde 2018. 